# جبل الأربعين (حماة)
جبل الأربعين أو جبل معرين يقع جنوب مدينة حماة في سوريا بحوالي 5 كم، بالقرب من قرية معرين. يبلغ ارتفاعه 683 م، يقع في المرتبة 27 ضمن قائمة أعلى جبال حماة وفي المرتبة 507 ضمن أعلى جبال سوريا.
يطلق على جبل زين العابدين وجبل معرين لقب قرون حماة.